# Rosema bernardina
Rosema bernardina är en fjärilsart som beskrevs av Max Wilhelm Karl Draudt 1934. Rosema bernardina ingår i släktet Rosema och familjen tandspinnare. Inga underarter finns listade.